# Ehrhardt-Szawe Automobilwerk
Die Ehrhardt-Szawe Automobilwerk AG war ein deutscher Hersteller von Automobilen.

## Unternehmensgeschichte
Heinrich Ehrhardt war im Besitz der Lizenz für Fahrzeuge von Decauville, die bis 1903 in seinem ersten Unternehmen Fahrzeugfabrik Eisenach AG genutzt wurde. 1904 gründete er in Düsseldorf ein neues Unternehmen, das seinen Namen trug, zur Produktion von Automobilen. Die Markennamen lautete Ehrhardt sowie bis 1907 gelegentlich Ehrhardt-Decauville. Sein Sohn Gustav Ehrhardt leitete das Unternehmen. Ein Werk befand sich in Zella-Mehlis. 1922 erfolgte die Übernahme durch Szawe und die Umbenennung in Ehrhardt-Szawe Automobilwerk AG. Der Firmensitz befand sich nun in Berlin. Der Markenname wechselte auf Ehrhardt-Szawe. 1924 endete die Produktion. Das Werk in Zella-Mehlis wurde anschließend von der Pluto Automobilfabrik genutzt.

## Fahrzeuge

### Modelle bis 1918

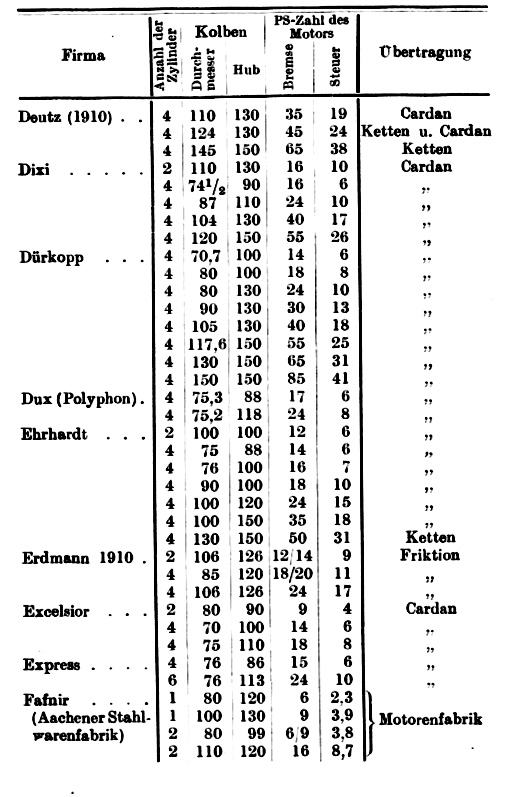
Ehrhardt Motorenprogramm von 1911

Das erste Modell 16/20 PS entstand nach Decauville-Lizenz. Der Vierzylindermotor mit 3296 cm³ Hubraum leistete 20 PS. Dies ermöglichte eine Höchstgeschwindigkeit von 50 km/h. Der Radstand betrug 2850 mm und die Spurbreite 1325 mm. Das Leergewicht war mit 1350 kg angegeben. Im Angebot stand die Karosseriebauform Doppelphaeton.
1905 oder 1906 ergänzte der Fidelio 8 PS das Sortiment, der bis 1907 erhältlich war. Er war das leistungsschwächste Modell. Sein Zweizylindermotor mit 1272 cm³ Hubraum leistete 8 PS und ermöglichte 45 km/h Höchstgeschwindigkeit. Das Fahrgestell besaß einen Radstand von 2215 mm und eine Spurbreite von 1160 mm. Es wog (ohne Karosserie) 650 kg und kostete 3200 Mark. Er war ebenfalls als Doppelphaeton erhältlich.
Sein Nachfolger war der zwischen 1907 und 1908 angebotene 8/10 PS. Sein Zweizylindermotor mit 1570 cm³ Hubraum leistete 10 PS. Die Höchstgeschwindigkeit blieb unverändert. Die Spurbreite war mit 1250 mm etwas breiter, dafür war der Radstand auf 2000 mm gekürzt. Das Leergewicht war mit 550 kg angegeben, wobei unklar bleibt, ob sich die Angabe nur auf das Fahrgestell oder auf das komplette Fahrzeug bezieht. Ein offener Zweisitzer ohne besondere Ausrüstung kostete 3600 Mark. Ein Doppelphaeton war ebenfalls lieferbar.
1908 ergänzte der große 31/60 PS das Sortiment, der sich aber bis 1913 nur schleppend verkaufte. Sein Vierzylindermotor mit 8000 cm³ Hubraum leistete 60 PS. Die Höchstgeschwindigkeit war mit 85 bis 90 km/h angegeben. Der Radstand betrug 3250 mm, die Spurbreite 1450 mm und das Leergewicht 1450 kg. Das Fahrzeug war als Doppelphaeton, Tourer und Landaulet erhältlich und kostete 15.500 Mark.
1909 erschien der Typ 31 10/30 PS, 1910 der Typ 50 7/20 PS und 1911 der Typ 44 18/50 PS, die bis 1914 im Angebot standen. Alle waren mit Vierzylindermotoren ausgestattet. Die Karosserieauswahl bestand ebenfalls bei allen drei Modellen aus Doppelphaeton, Tourer und Landaulet. Der Motor des Typ 31 leistete 30 PS aus 2544 cm³ Hubraum und ermöglichte 75 km/h Höchstgeschwindigkeit. Der Motor des Typ 50 hatte 1768 cm³ Hubraum und 20 PS Leistung. Seine Höchstgeschwindigkeit war mit 65 km/h angegeben. Der Motor des Typ 44 leistete 50 PS aus 4710 cm³ Hubraum. Seine Höchstgeschwindigkeit entsprach der des Typ 31. Beim Typ 31 betrug der Radstand 2800 mm, die Spurbreite 1350 mm und das Leergewicht 1250 kg. Der Typ 50 hatte bei gleichem Radstand eine um 50 mm schmalere Spurbreite und wog nur 750 kg. Der Typ 44 hatte 3200 mm Radstand, 1420 mm Spurbreite und wog 1900 kg. Die Neupreise, soweit bekannt, betrugen 8850 Mark für den Typ 31 und 12.300 Mark für den Typ 44.

### Modelle ab 1919 bis zur Übernahme durch Szawe
Nun standen die Modelle 10/40 PS mit Vierzylindermotor und 15/60 PS mit Sechszylindermotor im Sortiment. Das Stuttgarter Karosseriewerk Reutter fertigte u. a. ein Coupé de Ville des 15/60 PS.

### Modelle mit dem Markennamen Ehrhardt-Szawe
Unter diesem Markennamen gab es nur ein Modell. Dies war der 10/50 PS. Er hatte einen Sechszylindermotor mit OHC-Ventilsteuerung. Die Karosserien stammten von Szawe.